# フラミンゴ (お笑いトリオ)
フラミンゴは、日本のお笑いコントユニットである。2002年7月結成。エフ・エム・ジー所属。

## メンバー
- 辻本 耕志（つじもと こうじ、1977年1月14日（48歳）- ）

和歌山県出身。ツッコミ担当。既婚。
以前は「牛肉オレンヂ」「ボタン」というコンビで活動していた。音楽活動も行っていた。
小林賢太郎プロデュース公演#5「TAKEOFF 〜ライト三兄弟〜 」、#7「ロールシャッハ」に客演。
以前は「オレンヂ」という芸名だったが、2010年2月に本名に戻した 。
夜ふかしの会砂川、図師光博（俳優）、長谷川大輔（構成作家）と共に「ご当地楽しみ隊」を結成し活動している 。
- 吉田 ウーロン太（よしだ ウーロンた、1978年2月9日（47歳）- ）

東京都出身。ボケ担当。既婚。本名：吉田 敬太（よしだ けいた）。
「やめまいだー」というコンビで活動後、ピン芸人としても活動していた。
- 竹森 千人（たけもり せんと、1978年6月16日（47歳）- ）

埼玉県出身。ボケ担当。本名：竹森 直人（たけもり なおと）。
「てとらぽっぷ（「てとら」）」というコンビで活動後、ピン芸人としても活動していた。
2024年3月、自身のSNSで2月末に女優の佐々木史帆と結婚したことを報告。二人は日本テレビ系日曜ドラマ「ブラッシュアップライフ」で共演している。

## 芸風
- 漫才は行わず、コントが中心の芸風。メンバーも演劇に出演したり、演劇の演出を行ったりしている。

むちゃぶりシリーズ
- 様々なシチュエーションのコントで竹森が『ムチャぶり○○』『フリ○○』として登場し吉田と辻本にものまねをふる。たまに辻本にふった際に吉田がふられてもいないのにものまねをしたり勝手に竹森にものまねをふることがある。

## 逸話
- 『爆笑オンエアバトル』の第11回チャンピオン大会では、コント・トリオとしては初となるオーバー1000を記録した。
- 初のゴールデンタイムの番組出演となった『お笑いLIVE10!』には、同じ事務所の井川遥の選出で出演した。

## 受賞歴等
- 2008年 オロナミンCキングオブコント2008 準決勝進出
- 2010年 オロナミンCキングオブコント2010 準決勝進出
- 2011年 オロナミンCキングオブコント2011 準決勝進出

## 出演番組
- 爆笑オンエアバトル（NHK）戦績8勝3敗 最高509KB
  - 第11回チャンピオン大会　ファイナル9位
  - なお、吉田は「やめまいだー」時代に2度（戦績0勝2敗、最高213KB）、辻本は「牛肉オレンヂ」時代に3度（戦績0勝3敗、最高373KB）、それぞれ挑戦したことがある。
- オンバト+（NHK）戦績3勝2敗 最高509KB
- エンタの神様（日本テレビ）　キャッチコピーは「低空のハット鳥ック」→「上昇のハット鳥ック」
- エンタの天使（日本テレビ）　キャッチコピーは「相方に女疑惑浮上!」
- お笑いLIVE10!（TBS、2005年12月14日)
- 東京金歯（BSフジ）
- Room Of King（フジテレビ系）※辻本（1話）、ウーロン太（5話）
- ウルトラゾーン 第15話「お笑いに参加」（2012年1月29日、tvk） - 本人役
- 三毛猫ホームズの推理 第5・6話（日本テレビ、2012年5月12日・19日） - 結城哲也 役（竹森のみ）
- SPEC〜翔〜-TBS
- 小林賢太郎テレビ5 BSプレミアム-辻本のみ
- 連続ドラマW「罪と罰」第1話 WOWOW-辻本、ウーロン太
- さばドル第4話 TX
- 深夜食堂 第2シリーズ TBS-辻本のみ
- 思考の遊びBar ～大人の遊び場～ TX-辻本のみ
- 大魔神カノン TX系列
- 風に舞い上がるビニールシート NHK-辻本のみ
- フジテレビヤングシナリオ大賞「戦士の資格」 CX
- ガラスの家 NHK-ウーロン太のみ
- 牙狼-GARO- -魔戒烈伝- 第3話 テレビ東京
- 日本ボロ宿紀行（2019年） ‐ 立川肇 役（竹森のみ）
- いだてん〜東京オリムピック噺〜（2019） - 大村幹 役（竹森のみ）
- 家政夫のミタゾノ第3シリーズ第4話（2019年） - 野川真一 役（竹森のみ）
- ウルトラマンタイガ 第17話（2019） - セモン星人ミード 役（竹森のみ）
- 戦国炒飯TV （2020年）（ウーロン太、辻本のみ）
- 青天を衝け（2021） - 徳川慶恕 役（竹森のみ）
- 推しの王子様（2021年） - 小島博之 役（竹森のみ）
- 真犯人フラグ（2021年） - 上原啓太 役（竹森のみ）[2]
- ラジエーションハウスII～放射線科の診断レポート～ 第10話（2021年12月6日、フジテレビ） - 坂野医師 役（竹森のみ）
- 前科者 -新米保護司・阿川佳代- 第4話（2021年12月11日、WOWOW） - 今野和也 役（竹森のみ）
- 婚姻届に判を捺しただけですが 最終話（2021年12月21日、TBS） - 筒井 役（竹森のみ）
- インビジブル 第6話（2022年5月20日、TBS） - 楠仁志 役（竹森のみ）
- オールドルーキー 第1話（2022年6月26日、TBS）- 鶴岡 役（竹森のみ）
- ブラッシュアップライフ（2023年1月8日 - 3月12日 日本テレビ系） - 谷口課長 役（竹森のみ）
- 勝利の法廷式 第1話（2023年4月13日、読売テレビ・日本テレビ系） - 朝烏 役（竹森のみ）
- 褒めるひと褒められるひと（2023年6月12日 - 8月3日、NHK総合） - 市川剛 役（竹森のみ）[3]
- 花咲舞が黙ってない 第3シリーズ 第1話（2024年4月13日、日本テレビ） - 木幡信三 役（竹森のみ）[4]
- 御曹司に恋はムズすぎる（2025年1月7日 - 3月25日、関西テレビ・フジテレビ） - 近森大介 役[5]（竹森のみ）
- ナンバーワン戦隊ゴジュウジャー 第4話（2025年3月9日、テレビ朝日） - 猛原信二 役（竹森のみ）[6]
- 御上先生 第7話（2025年3月2日、TBS） - 小林 役（竹森のみ）[7]
- 恋は闇（2025年4月16日 - 6月18日、日本テレビ） - 進藤荒太 役（竹森のみ）[8]

## 映画
- 裁判長!ここは懲役4年でどうすか係官A役（辻本のみ） - 監督：豊島圭介
- はらぺこヤマガミくん - 監督：井口昇・西村喜廣・塩崎遵
- 愛を歌うより俺に溺れろ! - 監督：福山桜子
- バブルへGO!! タイムマシンはドラム式 - 監督／馬場康夫
- エイトレンジャー - 監督：堤幸彦
- めめめのくらげ - 監督：村上隆
- はやぶさ/HAYABUSA - 監督：堤幸彦
- 劇場版 SPEC〜結〜 爻ノ篇 - 監督：堤幸彦 - ブブゼラリーマンズ 役
- 恋する寄生虫（2021年11月12日、監督：柿本ケンサク） - 賢吾の上司 役

## 舞台
- タンバリンプロデューサーズ「弱虫団」（2010年10月14日‐17日、下北沢Geki地下リバティー）竹森のみ

- 辻本出演舞台
- 「ふあむあい」　脚本・演出：久馬歩(プラン９)
- “劇団ユニット Nプラス”公演「ニュータウンカフェの人々」　作・演出：永峰明
- 小林賢太郎演劇作品「ロールシャッハ」　作・演出：小林賢太郎（ラーメンズ）
- 久ヶ沢牛乳Presents「A HALF CENTURY BOY」
- SUGARBOY 第22回下北沢演劇祭参加作品「Fruits」　脚本・演出:川尻恵太
- 小林賢太郎演劇作品「ロールシャッハ」　作・演出：小林賢太郎（ラーメンズ）
- 双六公演　“演”「レンジ」　作：奥原健太郎／演出：犬飼若博
- 「双六ファイブ」　作：川尻恵太／演出：犬飼若博
- KKP#5 「TAKEOFF」　作・演出：小林賢太郎（ラーメンズ）
- 「憂の喜劇'07～パニッシュ夫人～」　作：故林広志／演出：福原充則

## ラジオ
- 土曜ワイドラジオTOKYO 永六輔その新世界 (TBSラジオ)
- Hot or Not (渋谷FM)

## ライブ
2002
- Vol.01「GOLDEN FLAMINGO」 - 9月（千本桜ホール）
- Vol.02「LOVE」 - 12月（千本桜ホール）

2003
- Vol.03「はなうた」 - 3月（シアターD）
- Vol.04「人格オーケストラ」 - 6月（シアターD）
- Vol.05「裸のOh!Summer!!」 - 8月（千本桜ホール）
- Vol.06「東京ブルドッグ」 - 12月（しもきた空間リバティー）

2004
- Vol.07「魚」 - 5月（千本桜ホール）
- Vol.08「A bird flies lower, a brother is born. ～鳥が低く飛んだら弟ができる～」 - 10月（千本桜ホール）
- BEST LIVE「FLAMINGO Collection#0」 - 12月（内幸町ホール）

2005
- Vol.09「キス ミー プリーズ」 - 5月（銀座小劇場）
- Vol.10「羽根」 - 9月18日-9月19日（シアターD）

2006
- Vol.11「俺の瞳は888メガトン」 - 1月20日（北沢タウンホール）
- Vol.12「Sketch」 - 4月15日-4月16日（しもきた空間リバティー）
- Vol.13「泉」 - 11月7日-11月8日（中目黒ウッディシアター）
  - 同追加公演 - 11月18日（内幸町ホール）

2007
- 山梨公演「気持ちいいこと湯の如し」 - 3月3日（桜座）
- Vol.14「グロキシニア」 - 6月8日-6月9日（北沢タウンホール）

2008
- Vol.15「H」 - 3月19日-3月20日（北沢タウンホール）
- Vol.16「コード」 - 9月5日-9月7日（内幸町ホール）

2009
- Vol.17「パノラマ」 - 2月5日-2月8日（中目黒ウッディシアター）
- Flamingo conte collection「Pink」　5月6日（内幸町ホール）
- Vol.18「我が0点」 - 11月20日（座・高円寺2）

2010
- Vol.19「Mother」 - 8月13日-8月15日（下北沢駅前劇場）

2011
- 再演「パノラマ　ReUNION」前夜祭イベント - 3月29日（Geki地下Liberty）
- 再演「パノラマ　ReUNION」 - 3月31日～4月3日（Geki地下Liberty）
- Vol.20「BY MY FOOT」 - 7月29日-7月31日（下北沢駅前劇場）

2012
- vol.21「CIRCLE」- 5月18日-20日（中目黒キンケロシアター）

2013
- VOL.22「成人の逆襲」－3月21日-24日（下北沢駅前劇場）

## 吹き替え
- 爆笑!シアター・パコーン（ディズニーXD）
- サウスパーク（Netflix）※竹森のみ
- ミニオンズ フィーバー（東宝東和） - ケリーの父 役（辻本）、ウィングマン 役（吉田）、アイス売り 役（竹森）[9]